# Танана (река)
Та́нана (англ. Tanana River /ˈtænənɑː/) — река на Аляске (США), левый приток Юкона.

## Исторические сведения
Летом 1843 года устье Тананы достигла экспедиция русского исследователя Л. А. Загоскина.
В XX веке существовала лотерея для жителей Аляски. Суть её состояла в угадывании начала весеннего ледохода на реке Танана, протекающей через посёлок Ненана. Каждую зиму здесь заливался водой металлический треножник, соединённый кабелем с часами на берегу, возвещающий весной о начале ледохода. Из собранных с каждого участника 2 доллара составлялась большая сумма, которую делили между победителями.
В 1923 году  в Ненане  возведен мост Аляскинской железной дороги.
В 1939 году на территории Танана предполагалось создание финского поселения под названием «Новая Финляндия». Данный проект был частью так называемой Операции Аляска, возникшей на фоне Зимней войны между Финляндией и Советским Союзом. Согласно плану, часть финских переселенцев должна была быть размещена в Центральной Аляске, где им предоставлялись бы земли для сельского хозяйства и охоты. Инициатива рассматривалась как возможный способ помочь Финляндии, пострадавшей от военных действий, а также как средство привлечь в малоосвоенные районы Аляски трудолюбивое население из Северной Европы. Однако проект встретил недовольство со стороны представителей Аляски в Конгрессе США, главным образом из-за опасений, связанных с возможным появлением крупного сообщества людей, говорящих на непонятном для местных жителей языке, и в итоге так и не был реализован.

## Гидроним
По одной из версий, название реки происходит из языка коюкон, на котором означает «путевая река» (англ. trail river).
На атабаскских языках река также носит название Tth’itu, что означает «прямая вода»; на языке коюкон: Tene No' — «водная тропа»; кучины на севере реки называют её Tanan Gwinjik (перевод не ясен).
Согласно ещё одной версии, английское название Танана произошло от Tey Nda' — «торговая река», поскольку здесь жили «торговые люди» (Ten Xʉt'ænæ) — народ танана. В 1887 году Генри Аллен отмечал, что река выше устья называется Набесна, а ниже — Танана. Среди индейцев вместо Набесна более распространено название Tth’itu.

## География и гидрология
Длина реки 940 км, площадь бассейна — 113 959 км². Средний расход воды — 1184 м³/с. Судоходна на 360 км вверх от устья.
Исток Тананы находится на востоке Аляски, в горах Врангеля — северном отроге Кордильер. Образуется при слиянии рек Чизана и Набесна к северу от населённого пункта Нортуэй. Из района пограничного с территорией Юкон (Канада) течёт на северо-запад почти параллельно Аляскинской трассе. В центральной Аляске протекает по низинной болотистой местности, покрытой еловыми лесами, известной как Долина Танана. В Долине Танана река принимает несколько крупных притоков, в их числе Ненана, Чена и Делта, и образует много рукавов и стариц. Протекает южнее города Фэрбанкс. Впадает в Юкон в деревне Мэнли-Хот-Спрингс, недалеко от города Танана.
В верхнем течении находятся многочисленные пороги. Река скована льдом с октября по май. Питание снеговое и дождевое.

## Галерея

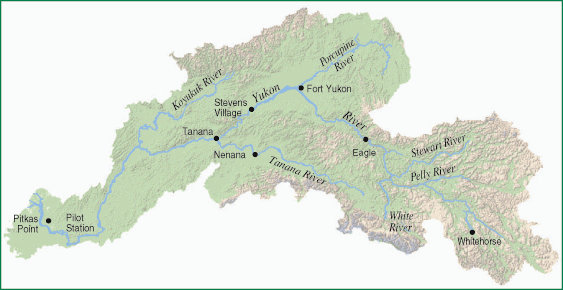
Танана в бассейне реки Юкон
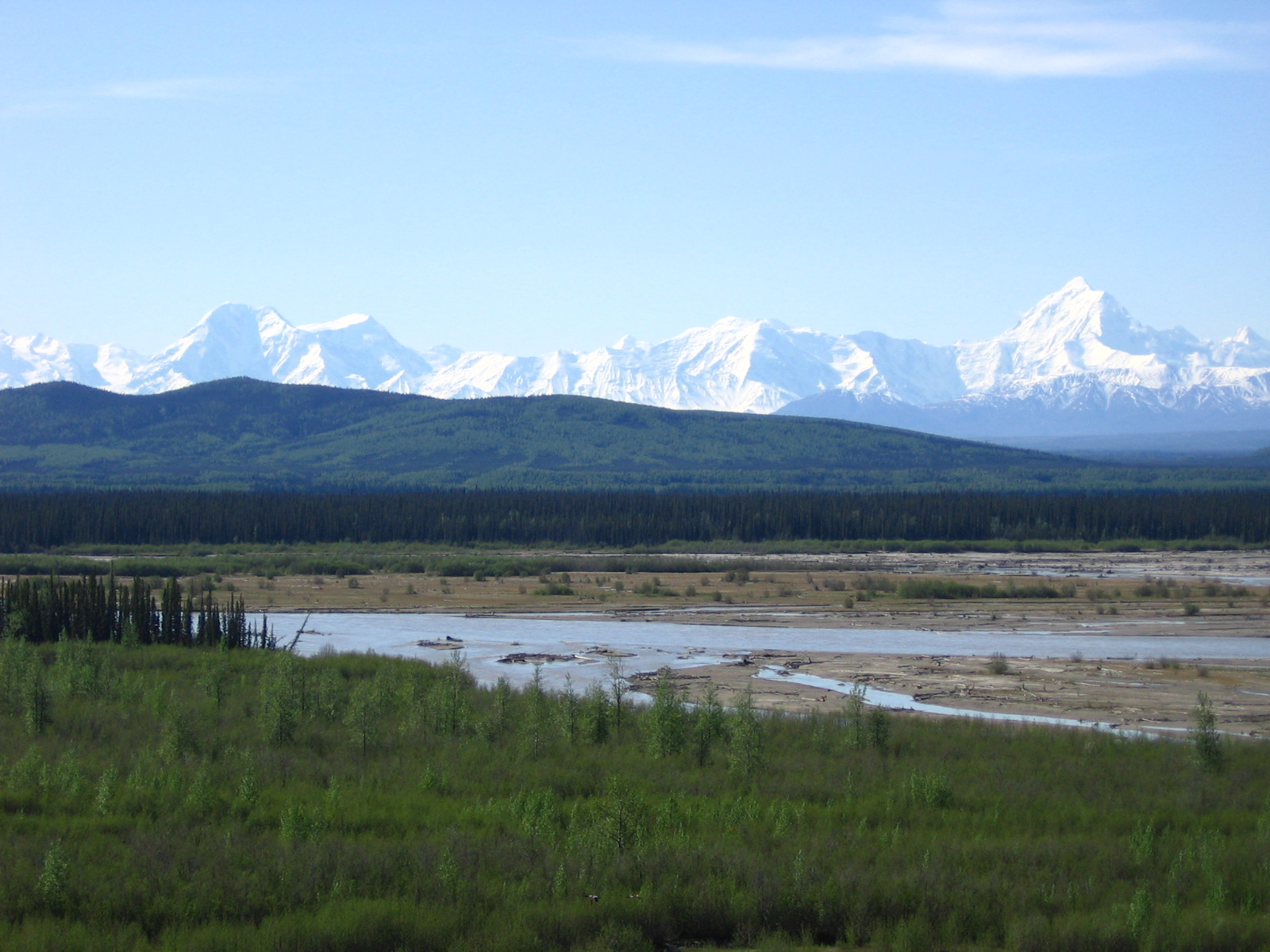
В Долине Тананы
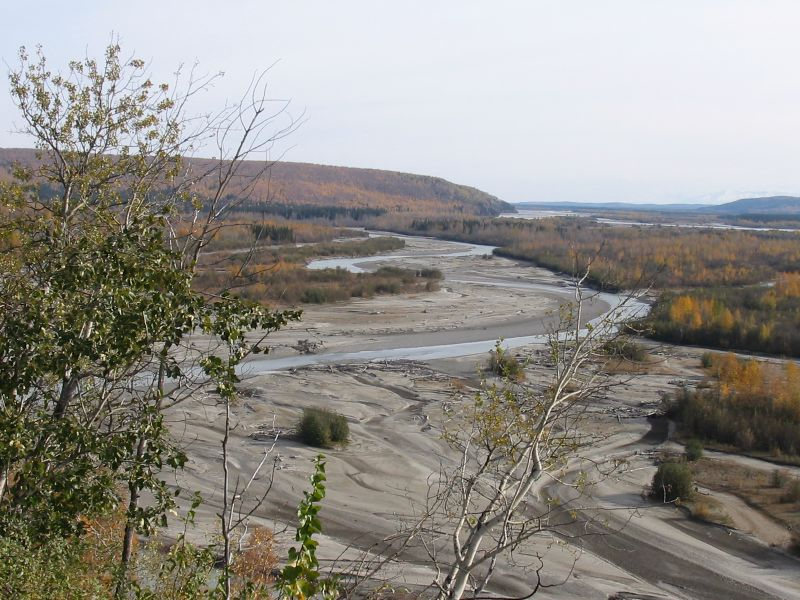
Река Танана
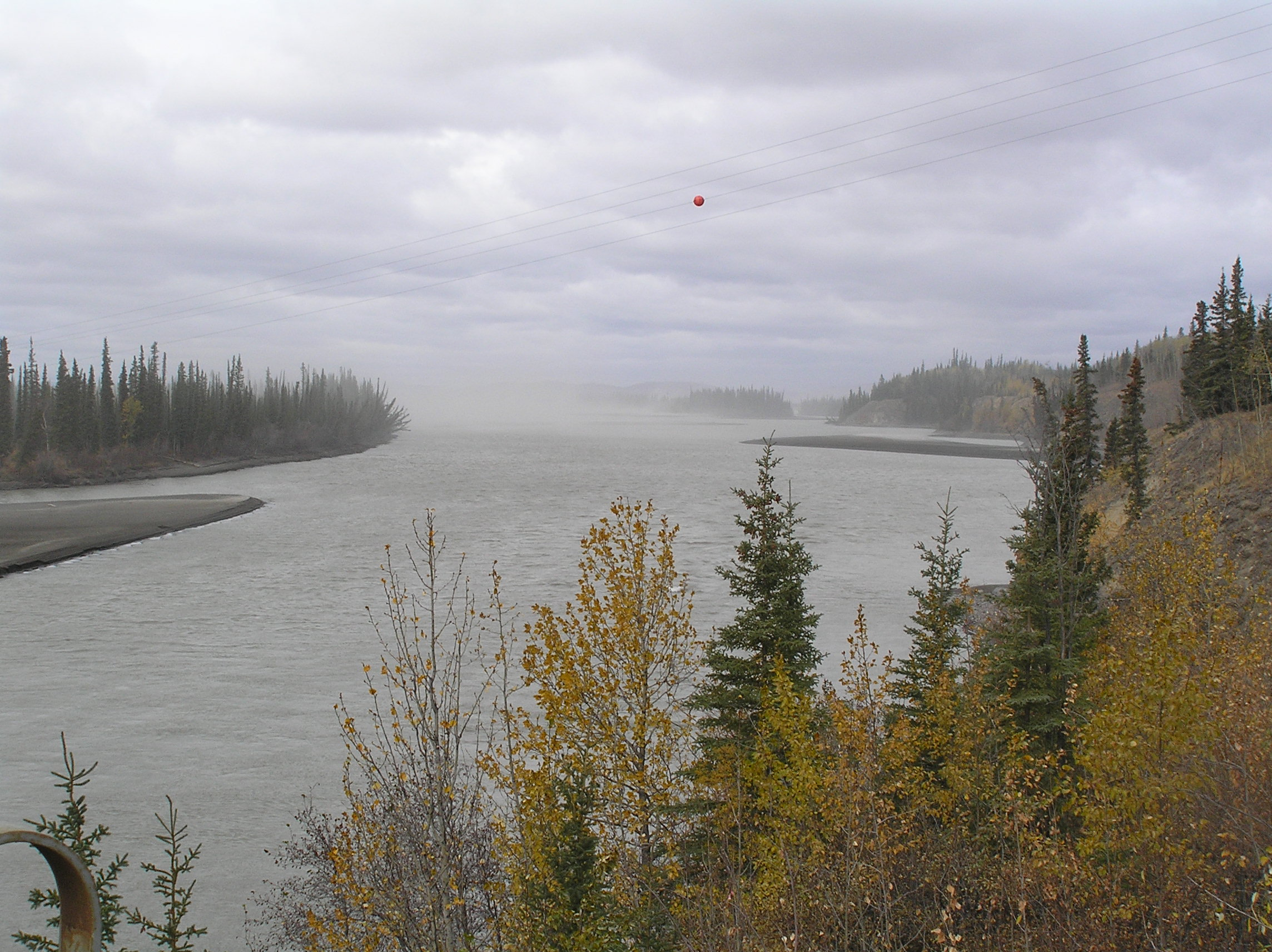
Танана в нижнем течении
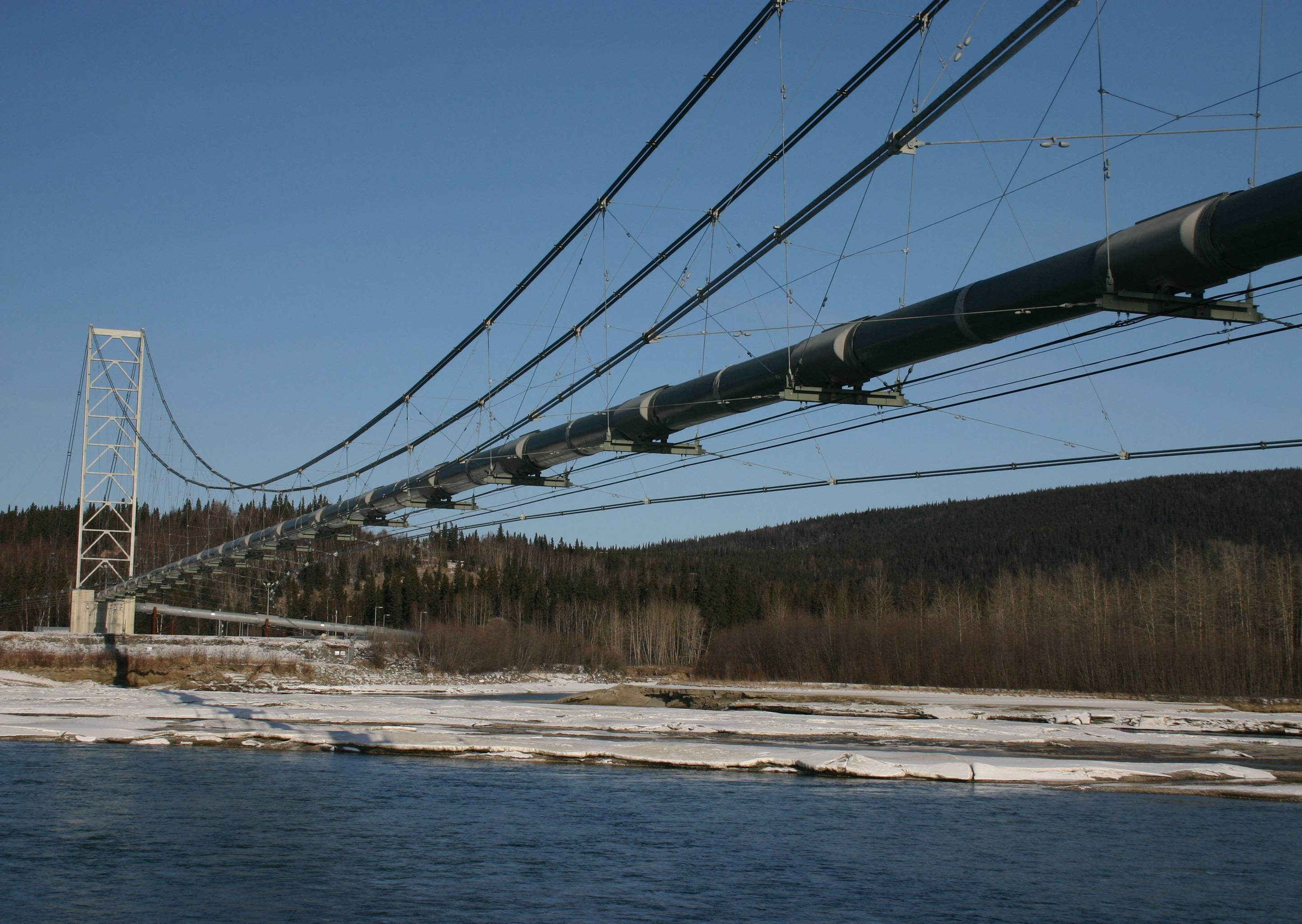
Трансаляскинский нефтепровод над Тананой
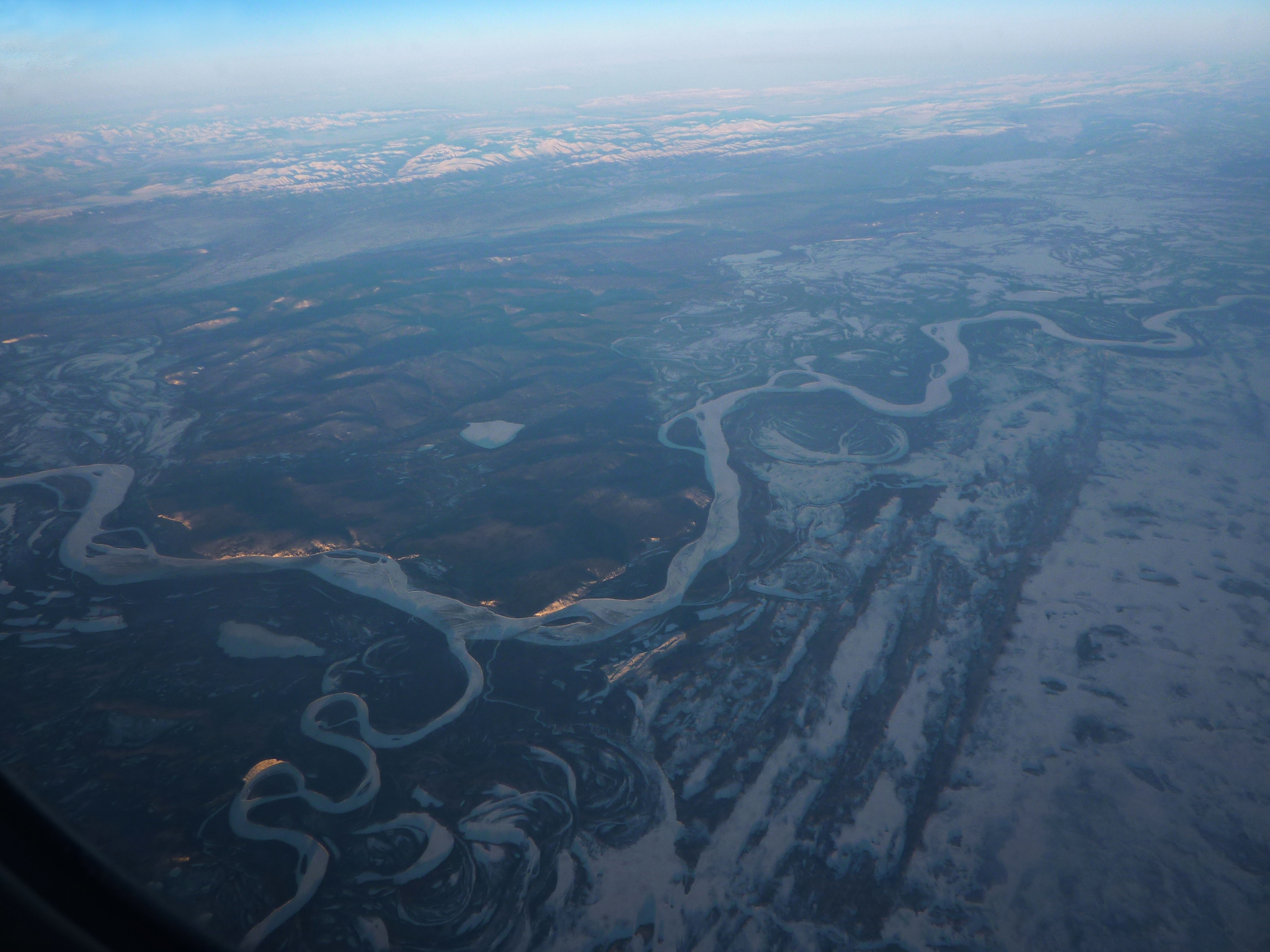
Танана около 100 км к западу от Фэрбанкса
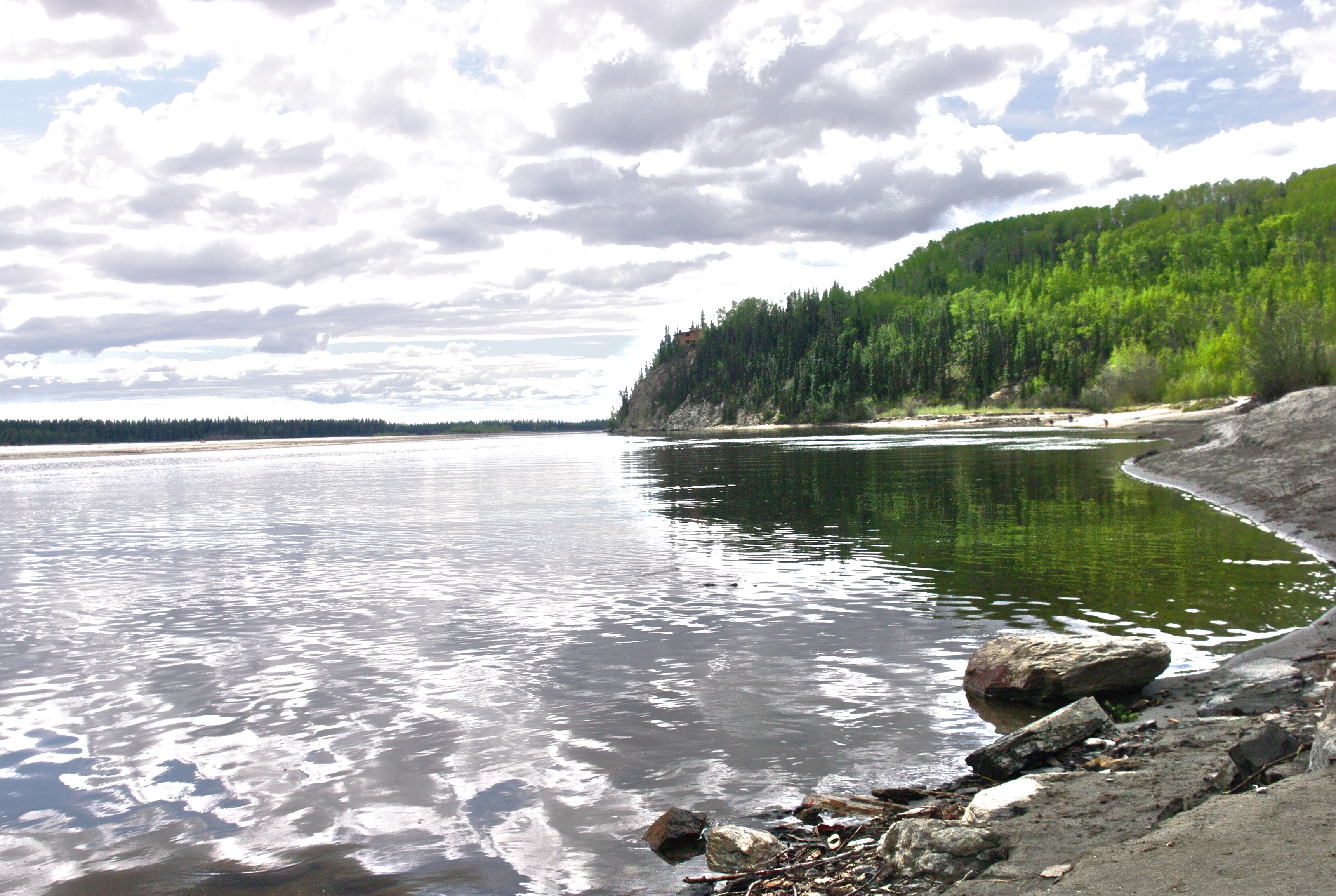
Река Танана возле Фэрбанкса
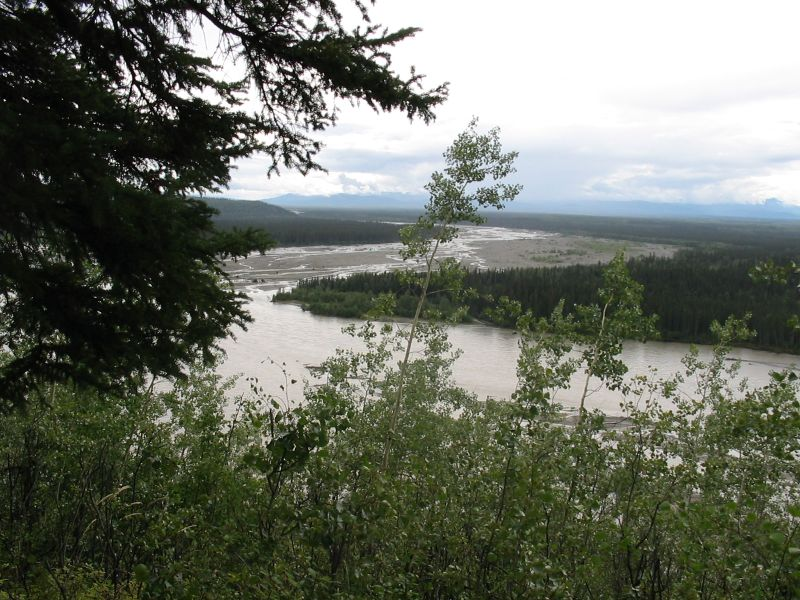
Вид на реку Танана в 2004 году
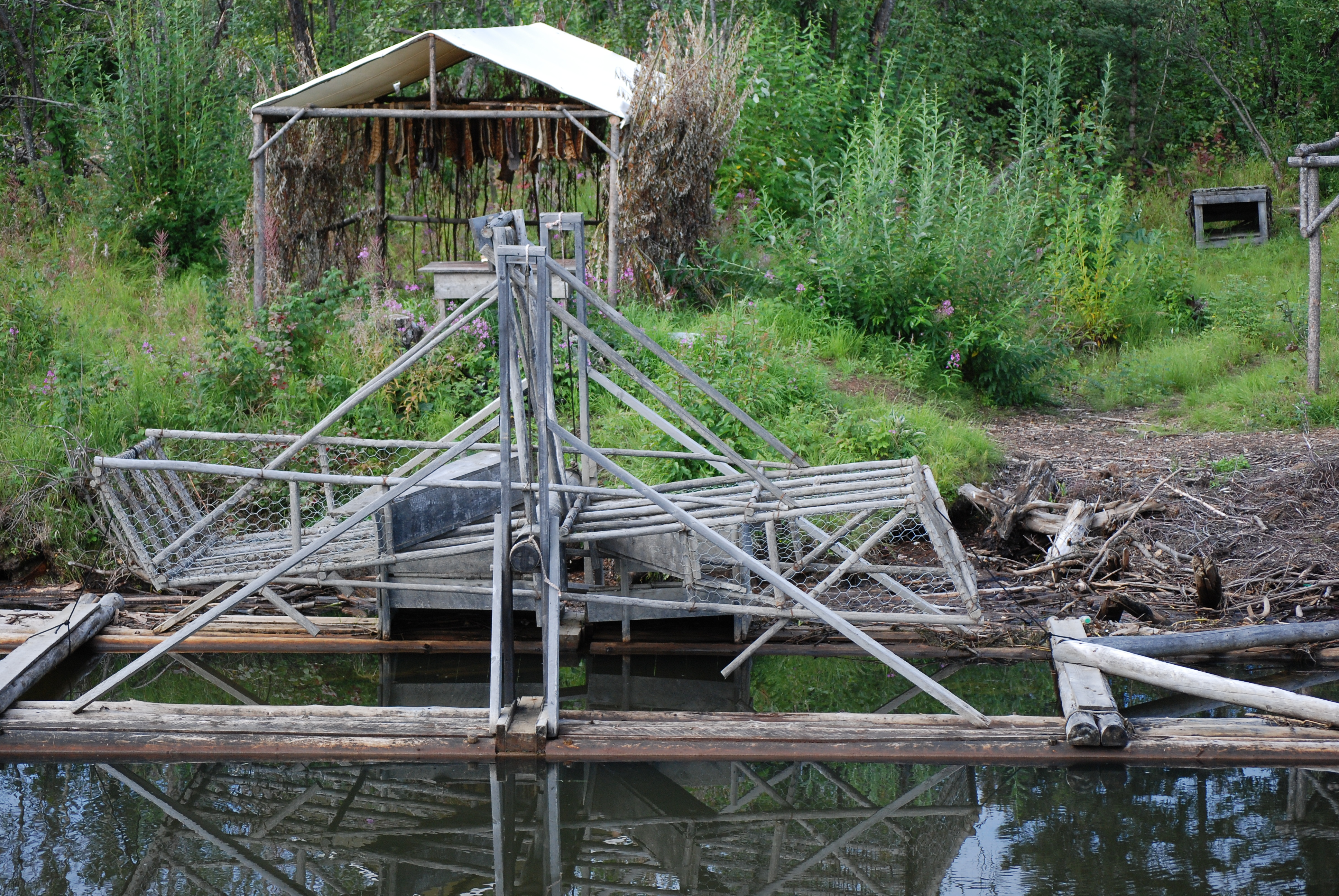
Палатка с вяленым лососем и рыбное колесо на реке Танана
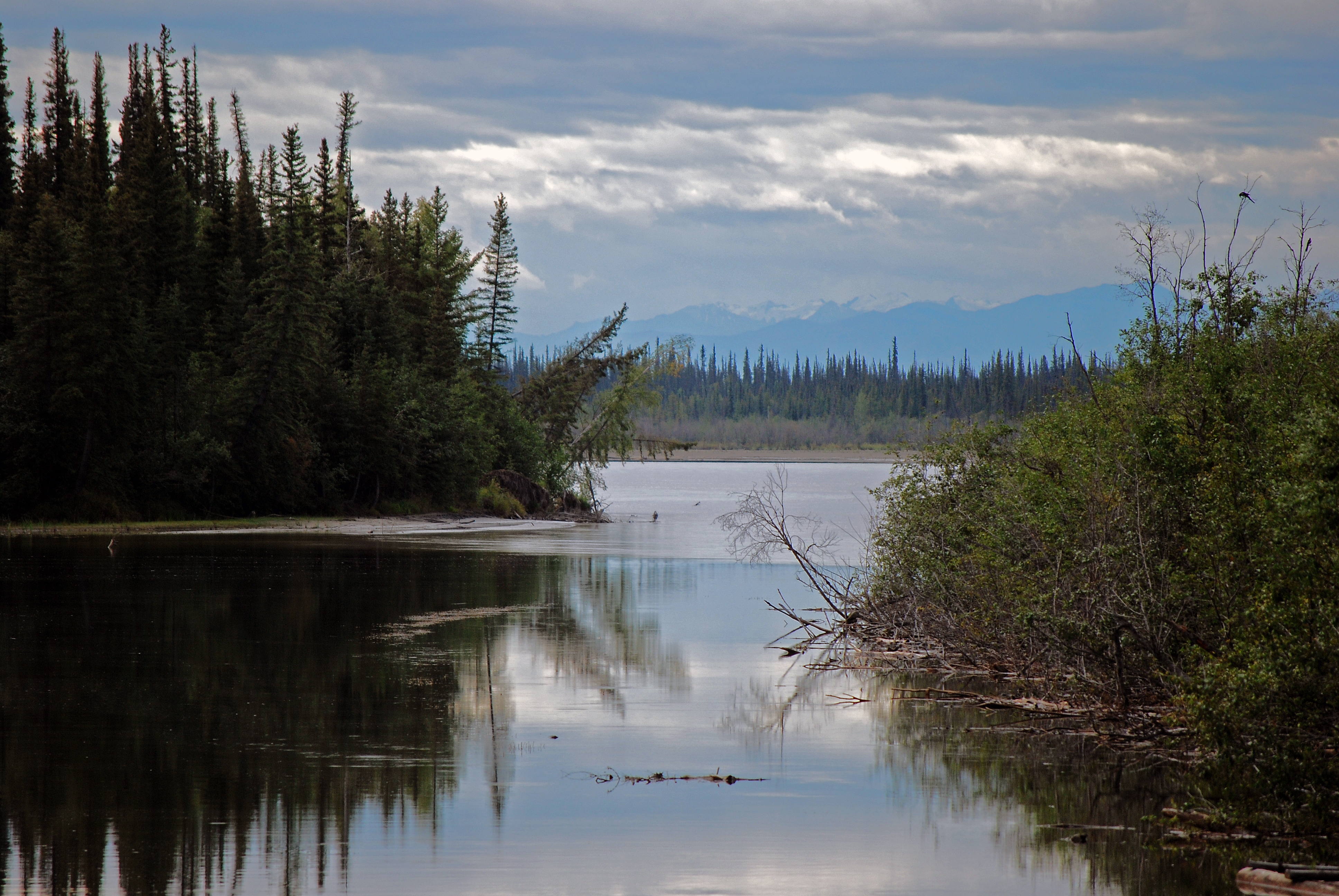
Река возле Фэрбанкса в 2007 году